# Moldoveni (okręg Teleorman)
Moldoveni – wieś w Rumunii, w okręgu Teleorman, w gminie Islaz. W 2011 roku liczyła 923 mieszkańców.